# Risiocnemis praeusta
Risiocnemis praeusta – gatunek ważki z rodziny pióronogowatych (Platycnemididae). Endemit Filipin; stwierdzony na wyspach Biliran, Dinagat, Leyte, Panaon i Samar.